# Anton Vorobyev
Anton Vorobyev, né le 12 octobre 1990 à Dmitrov, est un coureur cycliste russe. En 2012, il devient champion du monde du contre-la-montre espoirs sur un parcours vallonné.

## Biographie

### Jeunesse et carrière amateur
Anton Vorobyev naît le 12 octobre 1990 à Dmitrov dans l'Union des républiques socialistes soviétiques.
Stagiaire d'Itera-Katusha d'août à décembre 2010, il y est membre à part entière de 2011 à 2012. D'août à décembre 2012, il est stagiaire chez Katusha et y devient membre à part entière à partir de 2013.
En 2012, il remporte les deux titres de champion de Russie espoirs, en contre-la-montre et course en ligne. Après une quatrième place plutôt décevante au championnat d'Europe du contre-la-montre espoirs début août, il intègre l'équipe professionnelle Katusha en tant que stagiaire au Tour du Danemark. Il prend la huitième place de l'étape contre-la-montre. En septembre, il devient champion du monde du contre-la-montre espoirs, en devançant Rohan Dennis de 44 secondes.

### Carrière professionnelle

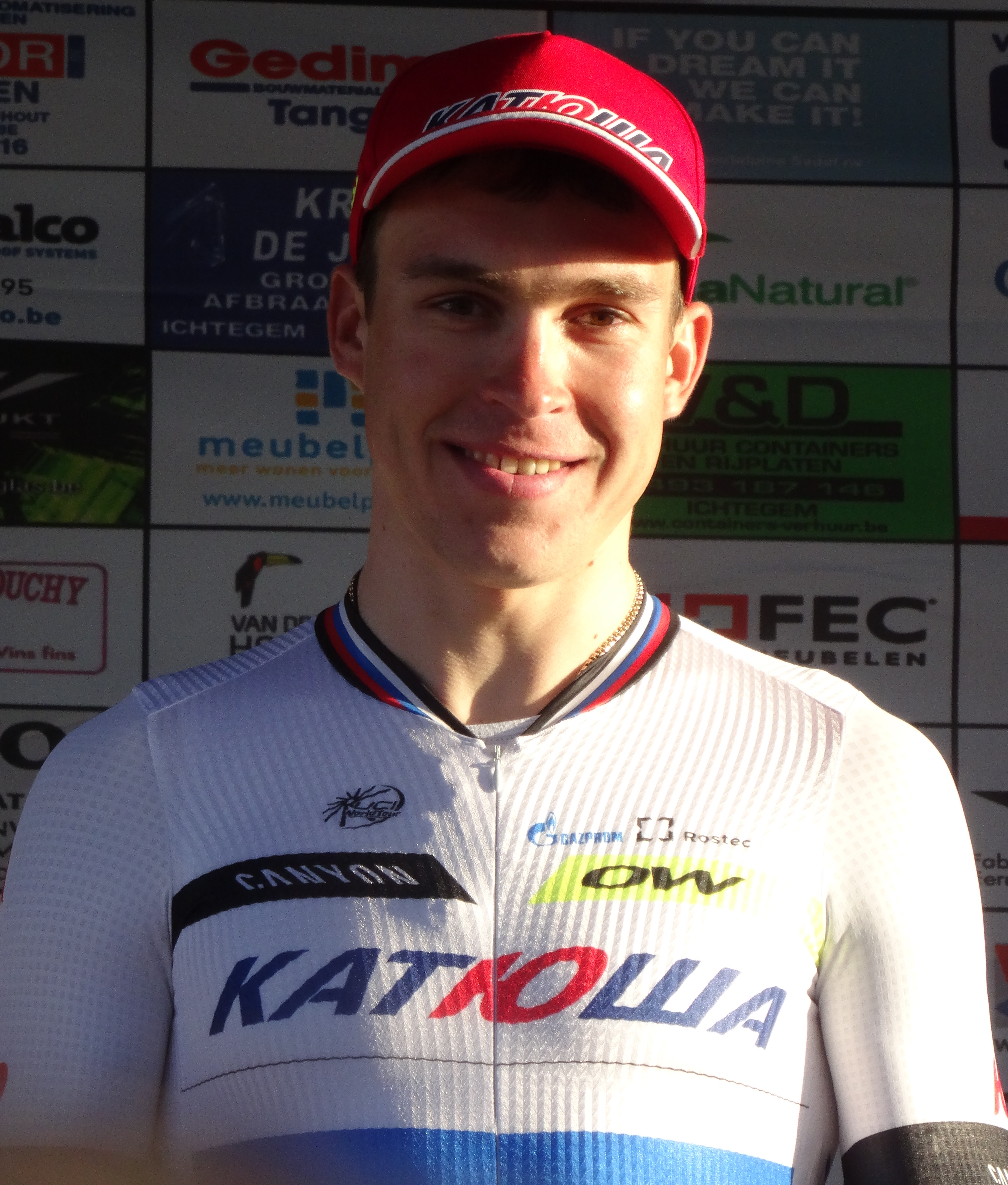
Anton Vorobyev sur le podium à la suite de sa victoire sur le contre-la-montre individuel du prologue des Trois jours de Flandre-Occidentale 2015 à Middelkerke.

Anton Vorobyev devient professionnel en 2013 au sein de l'équipe Katusha, qui l'engage pour deux ans. Durant ses premiers mois avec cette équipe, il se montre régulier en contre-la-montre. Il remporte le contre-la-montre par équipes de la Semaine internationale Coppi et Bartali, puis prend la deuxième place du contre-la-montre individuel de cette course. Cinq jours plus tard, il est deuxième du contre-la-montre des Trois Jours de La Panne. Début avril, il est huitième du contre-la-montre du Circuit de la Sarthe. Blessé, il ne court plus durant le reste de la saison.
En juin 2014, il remporte le championnat de Russie contre-la-montre. Trois mois plus tard, il dispute ses premiers championnats du monde élite. Il prend la huitième place du contre-la-montre, à une minute et demie du vainqueur Bradley Wiggins. En août, le contrat qui le lie à Katusha est prolongé de deux saisons.
En 2015, il remporte à Middelkerke le prologue des Trois jours de Flandre-Occidentale. Il termine deuxième du classement général de cette course. En mai, il est au départ du Tour d'Italie, son premier grand tour. Il doit cependant abandonner après deux étapes à cause d'une gastro-entérite. En juin, il participe aux premiers Jeux européens. Il prend la sixième place du contre-la-montre.
Fin juillet 2019, il est sélectionné pour représenter son pays aux championnats d'Europe de cyclisme sur route. Il s'adjuge à cette occasion la sixième place  du relais mixte et la vingt-deuxième place du contre-la-montre individuel.

## Palmarès
- 2010[2]
  - 3e et 4e étapes du Mémorial Colonel Skopenko
  - 3e du Grand Prix de Moscou
- 2011

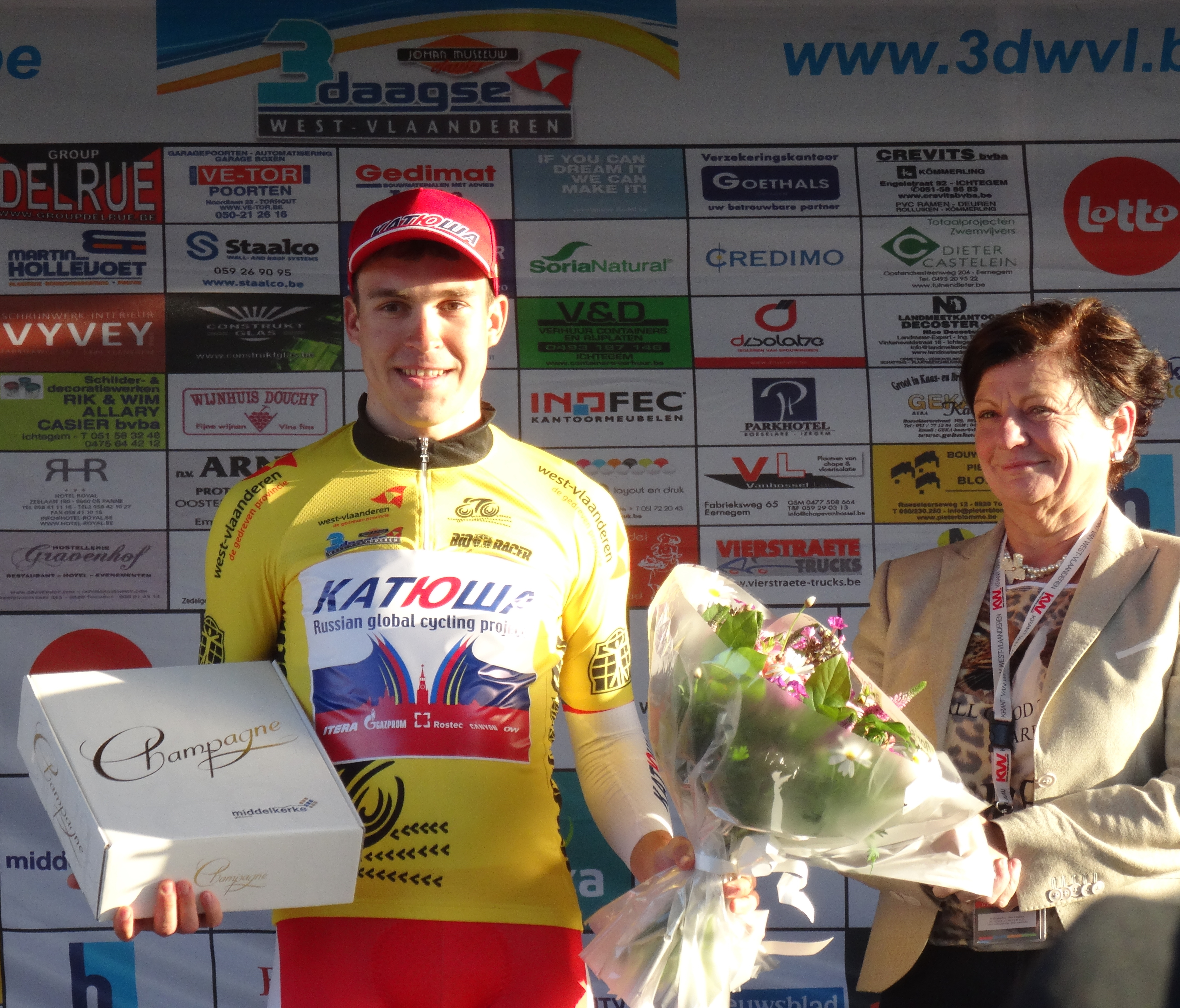
Anton Vorobyev vainqueur du contre-la-montre individuel du prologue des Trois jours de Flandre-Occidentale 2015 à Middelkerke.

  -  Champion de Russie du contre-la-montre espoirs
  - Memorial Davide Fardelli
  - 3e du Chrono champenois
  - 4e du championnat du monde du contre-la-montre espoirs
- 2012
  -  Champion du monde du contre-la-montre espoirs
  -  Champion de Russie sur route espoirs
  -  Champion de Russie du contre-la-montre espoirs
  - 3e du Mémorial Davide Fardelli
- 2013
  - 1reb étape de la Semaine internationale Coppi et Bartali (contre-la-montre par équipes)

- 2014
  -  Champion de Russie du contre-la-montre
  - 8e du championnat du monde du contre-la-montre
- 2015
  - Prologue des Trois Jours de Flandre-Occidentale
  - 2e des Trois Jours de Flandre-Occidentale
- 2016
  - 3e (contre-la-montre) et 4e étapes du Circuit de la Sarthe
  - 10e du championnat d'Europe du contre-la-montre
- 2017
  - 3e du championnat de Russie du contre-la-montre
- 2018
  - Prologue des Cinq anneaux de Moscou
  - Friendship People North-Caucasus Stage Race :
    - Classement général
    - 1re et 3e (contre-la-montre) étapes

  - 3e du championnat de Russie du contre-la-montre
- 2019
  -  Médaillé d'or du contre-la-montre des Jeux mondiaux militaires

## Résultats sur les grands tours

### Tour d'Italie
2 participations 
- 2015 : non-partant (3e étape)
- 2016 : 100e

## Classements mondiaux
| Année           | 2010 | 2011 | 2012 | 2013 | 2014 | 2015 |
| --------------- | ---- | ---- | ---- | ---- | ---- | ---- |
| UCI World Tour  |      |      |      | nc   | nc   | nc   |
| UCI Europe Tour | 478e | 225e | nc   |      |      |      |